# Квентен Мартінус
Квентен Мартінус (нід. Quenten Martinus, нар. 7 березня 1991, Віллемстад) — нідерландський футболіст, нападник клубу «Йокогама Ф. Марінос» та національної збірної Кюрасао.

## Клубна кар'єра
У дорослому футболі дебютував 2010 року виступами за команду «Геренвен», вихованцем якої й був, в якій провів два сезони, взявши участь лише у 7 матчах чемпіонату.
Згодом з 2012 по 2016 рік грав у складі команд клубів «Спарта», «Ференцварош», «Еммен» та «Ботошані».
До складу клубу «Йокогама Ф. Марінос» приєднався у березні 2016 року. Відтоді встиг відіграти за команду з Йокогами 32 матчі в національному чемпіонаті.

## Виступи за збірну
2014 року дебютував в офіційних матчах у складі національної збірної Кюрасао. Наразі провів у формі головної команди країни 3 матчі.
У складі збірної був учасником розіграшу Золотого кубка КОНКАКАФ 2017 року у США.

## Досягнення
- Володар Кубка угорської ліги (1):

«Ференцварош»:  2012/13
- Володар Кубка Імператора (1):

«Урава Ред Даймондс»:  2018